# Stanislav Markelov
Stanislav Iourievitch Markelov (en russe : Станислав Юрьевич Маркелов), né le 20 mai 1974 et mort assassiné le 19 janvier 2009, est un avocat, spécialiste des droits de l'homme, et journaliste d'investigation russe, auteur de plusieurs articles sur la Tchétchénie. 
Il a été l'avocat de la famille d'Elza Koungaïeva, une jeune femme tchétchène tuée par le colonel russe Iouri Boudanov, libéré de prison à la mi-janvier 2009, quinze mois avant la fin théorique de sa peine. Stanislav Markelov a été assassiné le 19 janvier 2009 à Moscou d'une balle dans la tête,.

## Carrière
Il est, de 2006 jusqu'à sa mort le 19 janvier 2009 président du Rule of Law Institute, un organisme créé pour protéger les droits de l'homme et les libertés fondamentales.
Il a défendu Anna Politkovskaïa, abattue à Moscou en 2006, mais aussi Mikhaïl Beketov, l'éditeur d'un journal d'opposition, ainsi que de nombreux civils tchétchènes.
Parmi ses anciens clients, il y avait des victimes de l'OMON à Blagovechtchensk, et de la prise d'otages du théâtre de Moscou,. Engagé à gauche, il était un habitué des manifestations antiracistes et des protestations populaires sur les questions du travail et de la vie quotidienne. Il considérait « le libéralisme ravageur et le capitalisme brutal des années 1990 comme responsables de la catastrophe politique et humaine du début du XXIe siècle en Russie ».

## Mort
Stanislav Markelov est tué d'une balle dans la tête le 19 janvier 2009 alors qu'il quitte une conférence de presse à moins d'un kilomètre du Kremlin. Anastasia Babourova, une journaliste de Novaïa Gazeta qui essaie de lui venir en aide est elle aussi abattue,.

### Commentaires
La BBC note que Markelov était sur le point de faire appel de la décision de relâcher Iouri Boudanov. Boudanov, officier russe convaincu de crimes de guerre contre lequel la famille d'Elza Koungaïeva, ancienne cliente de Markelov, avait porté plainte était sur le point d'être libéré quinze mois avant la fin de sa peine.
Selon le journaliste et spécialiste militaire Pavel Felgenhauer, qui écrit notamment pour Novaïa Gazeta, les détails du meurtre impliquent les services de sécurité russes. Felgenhauer déclare ainsi que :
« Selon l'équipe de Novaïa Gazeta, dont je fais partie, les services de sécurité russes, ou des éléments employés par ces services, sont les suspects principaux des meurtres de Babourova et Markelov. La violence de l'attaque, menée par un seul tireur en plein jour dans le centre de Moscou requérait une planification et une surveillance professionnelles que pouvaient avoir les services de sécurité, qui contrôlaient le quartier. L'utilisation d'un revolver muni d'un silencieux ne colle pas avec le modus operandi des groupes néo-nazis, qui utilisent des armes blanches, des bombes artisanales et attaquent en groupe. De plus, les bureaux du président Dmitri Medvedev et du premier ministre Vladimir Poutine n'ont exprimé aucune condoléance, ce qui devient habituel lorsque leurs opposants sont tués de sang froid. »
Selon la journaliste Marie Jégo sur Le Monde.fr, Markelov aurait reçu des menaces de mort. Le père d'Elza Koungaïeva, interrogé sur la radio Echo de Moscou a ainsi déclaré que Markelov lui avait confié « qu'on lui envoyait des SMS, qu'on lui disait d'arrêter avec l'affaire Boudanov ou bien qu'on allait le tuer ».

### Réactions et condoléances

#### Réactions
Le secrétaire général du Conseil de l'Europe, Terry Davis, a vivement réagi, le lendemain du meurtre, déclarant que « tant que les autorités russes n’auront pas fait toute la lumière sur ces affaires et que les responsables de ces meurtres ne seront pas traduits en justice, le doute planera sur la situation de l’État de droit et de la liberté d’expression ainsi que de l’engagement en faveur des droits de l'homme en fédération de Russie ».
Les ONG Human Rights Watch et Amnesty International ont demandé une enquête impartiale.
À Moscou, près de 300 personnes ont défilé le 20 janvier 2009 aux slogans de « La fédération de Russie est une nation fasciste » et « Markelov vivra toujours ».
À Grozny, capitale de la Tchétchénie, plus de 2 000 personnes seraient descendues dans la rue.
En France, le ministère des Affaires étrangères a demandé le 20 janvier 2009 « aux autorités russes que toute la lumière soit faite sans délai sur ce double meurtre qui montre que la défense des droits de l’homme et de la liberté d’expression sont un combat quotidien, pour lequel les citoyens russes continuent à payer un lourd tribut » .
L'opinion russe estime en majorité que les meurtriers de Markelov ne seront jamais retrouvés par la police.

#### Condoléances
Le président d'Ukraine, Viktor Iouchtchenko, a envoyé un télégramme aux parents d'Anastasia Babourova le 23 janvier 2009. Six jours plus tard, c'est-à-dire neuf jours après l'assassinat, le président Dmitri Medvedev a exprimé ses condoléances. 
Le Quai d'Orsay a également exprimé ses condoléances le 20 janvier 2009 à travers une lettre adressée par Bernard Kouchner au rédacteur en chef de Novaïa Gazeta.

## Condamnation par la justice russe
Un ultra-nationaliste russe de 31 ans, Nikita Tikhonov, et sa compagne de 26 ans Evguenia Khassis ont été arrêtés et jugés pour le double meurtre. Le jeune homme a été condamné à la perpétuité tandis que sa compagne a été condamnée à 18 ans de prison pour complicité. D'après l'agence de presse d'État RIA Novosti Nikita Tikhonov a avoué avoir commis les deux crimes après dix mois d'enquête du FSB et a affirmé que sa cible était Stanislav Markelov ; Anastasia Babourova aurait alors été une victime collatérale.